# Erhard Heiden
Erhard Heiden, född den 23 februari 1901 i München, Kungariket Bayern, Kejsardömet Tyskland, död i september 1933, var en tysk SS-Sturmbannführer. Han var Reichsführer-SS, chef för SS, från mars 1927 till den 6 januari 1929.